# Salas de los Infantes
Salas de los Infantes là một đô thị trong tỉnh Burgos, Castile và León, Tây Ban Nha. 